# Neil Petruic
Neil Petruic (Regina, 30 luglio 1982) è un ex hockeista su ghiaccio canadese.

## Carriera
Era un difensore di stecca sinistra. Nel 2001 Petruic fu scelto dagli Ottawa Senators all'ottavo giro, in 235ª posizione, mentre giocava in NCAA con l'University of Minnesota Duluth. Rimase con la squadra universitaria fino al 2005, quando esordì in AHL con il farm team di Ottawa, i Binghamton Senators. Vi rimase due stagioni (con una breve parentesi, 10 incontri, in ECHL con i Charlotte Checkers nel 2005-06).
Approdò in Italia nel campionato 2007-08, all'HC Bolzano, con cui vinse subito la Supercoppa italiana.
Al termine dell'esperienza italiana fece ritorno in Nordamerica ancora con i Binghamton Senators. Nelle stagioni successive alternò presenze fra la American Hockey League e la ECHL, concludendo la propria carriera agonistica nel 2011 con gli Hamilton Bulldogs.

## Palmarès

### Club
- Campionato italiano: 1

Bolzano: 2007-2008
- Supercoppa italiana: 1

Bolzano: 2007